# Малинів (Шумський район)
Малинів — колишній хутір у Суразькій сільській раді Шумського району Тернопільської області Української РСР. Нині частина села Сураж.

## Історія
Хутір вже існував на початку XX століття, коли до нього переселився вчений-лісівник Василь Дубровінський (1868—1926) та спорудив маєток. Донині тут — центр Суражського лісництва Кременецького лісгоспу.
Від 1940 року входив до складу Суражської сільської ради.
У 1952 році на хуторі нараховувалось 29 дворів та проживало 118 жителів.
Нині є вулицею села Сураж.